# 毛鋼
毛鋼（1523年—？），字伯鍊，號小山，順天府薊州鎮朔右所官籍，山西太平縣（今屬於襄汾縣）人，明朝政治人物，嘉靖癸丑進士，萬曆間累官戶部左侍郎。

## 生平
蓟州学生，嘉靖三十一年（1552年）壬子科順天府鄉試第五十六名舉人，嘉靖三十二年（1553年）聯捷癸丑科進士。大理寺观政，授汝寧推官，歷陞兵部主事、员外郎、郎中、杭州知府。累官山东左参政，隆慶四年（1570年）五月升太仆寺少卿，升都察院右佥都御史、巡抚辽东，五年二月以奔丧不候代，为巡按御史向程所劾，有旨俟服满日，降一级调外任。
萬曆時起南京太常寺少卿，十一年（1583年）六月升南京太僕寺卿，十一月升都察院右副都御史、撫治鄖陽。官至戶部左侍郎。

## 家族
曾祖毛倫，通議大夫南京通政使；祖父毛應時，曾任湖广黄州府通判；父毛㫤。母史氏。具庆下。弟毛铨（生员）。